# Цуманські джерела
Цу́манські джере́ла — гідрологічна пам'ятка природи місцевого значення в Україні. Розташована в межах Ківерцівського району Волинської області, на околиці села Путилівка, а фактично села Ромашківка, біля автодороги Луцьк — Рівне. Є складовою територією Ківерцівського національного природного парку «Цуманська пуща». 
Площа 0,01 га. Статус надано згідно з рішенням облвиконкому від 11 липня 1972 року № 255. Перебуває у віданні Дубищенської сільської ради. 
Статус надано з метою збереження природних джерел зі смачною водою, що живлять річку Путилівку. 

## Галерея

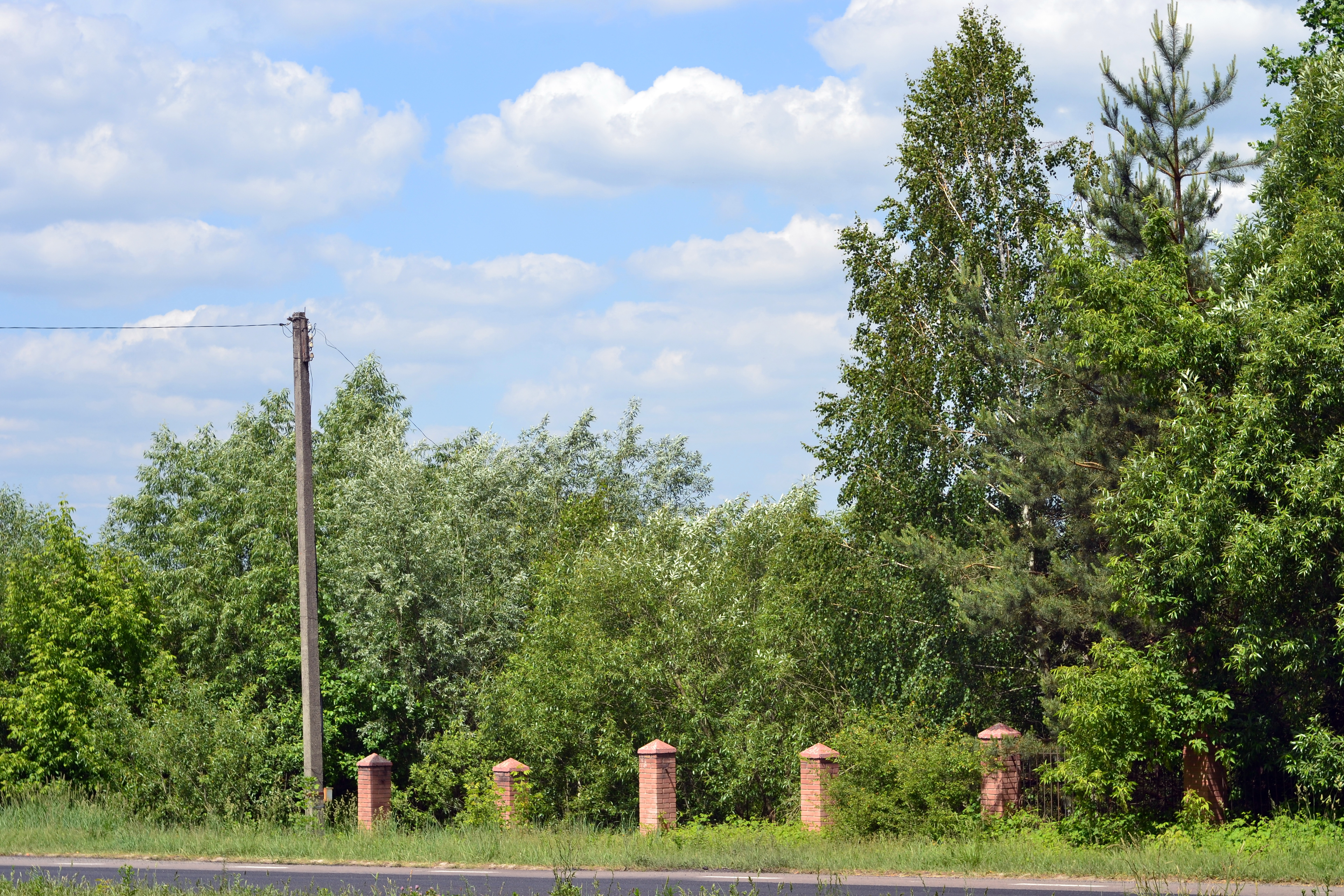
Вигляд з дороги Луцьк — Рівне
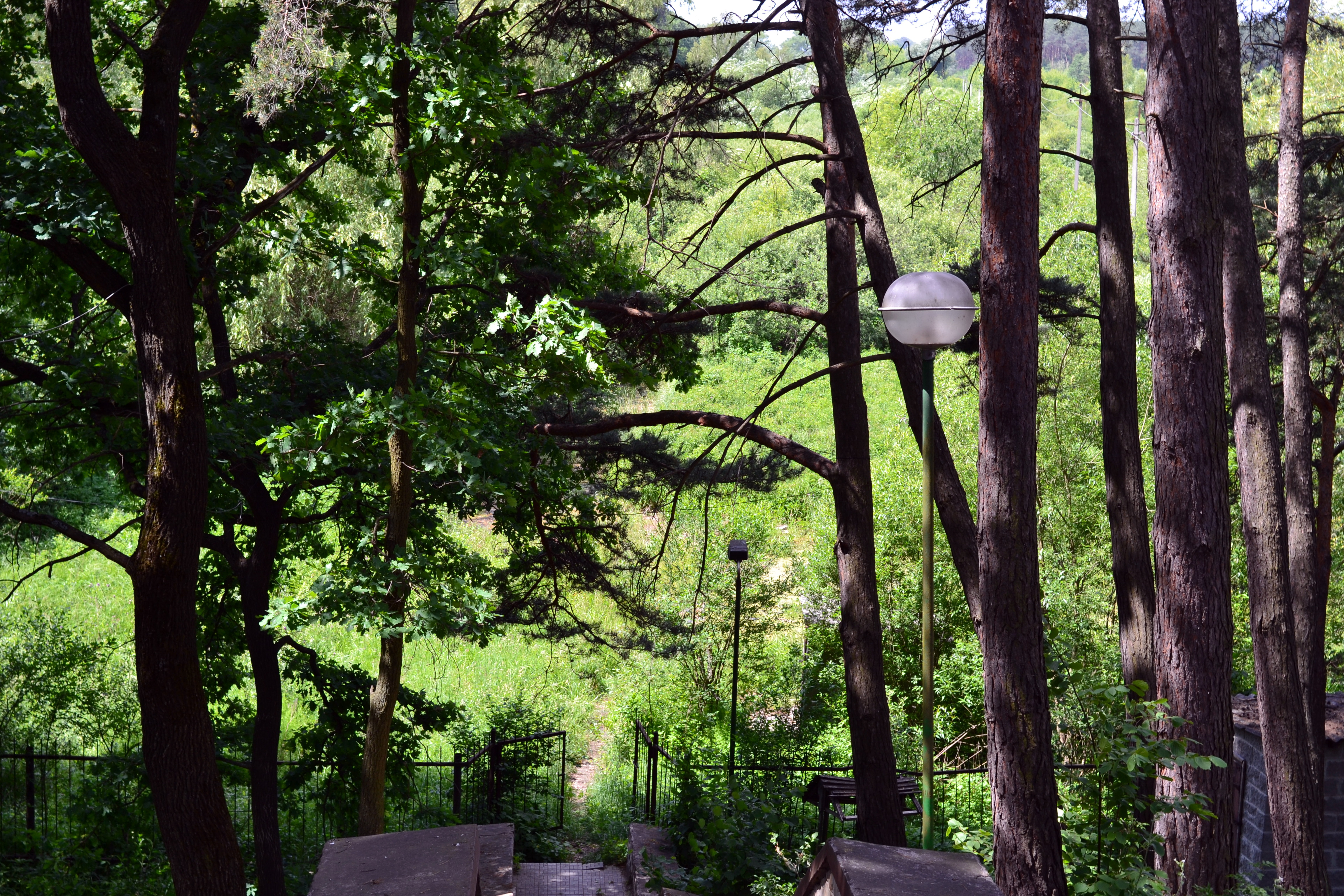
Вигляд зі сходів ресторану
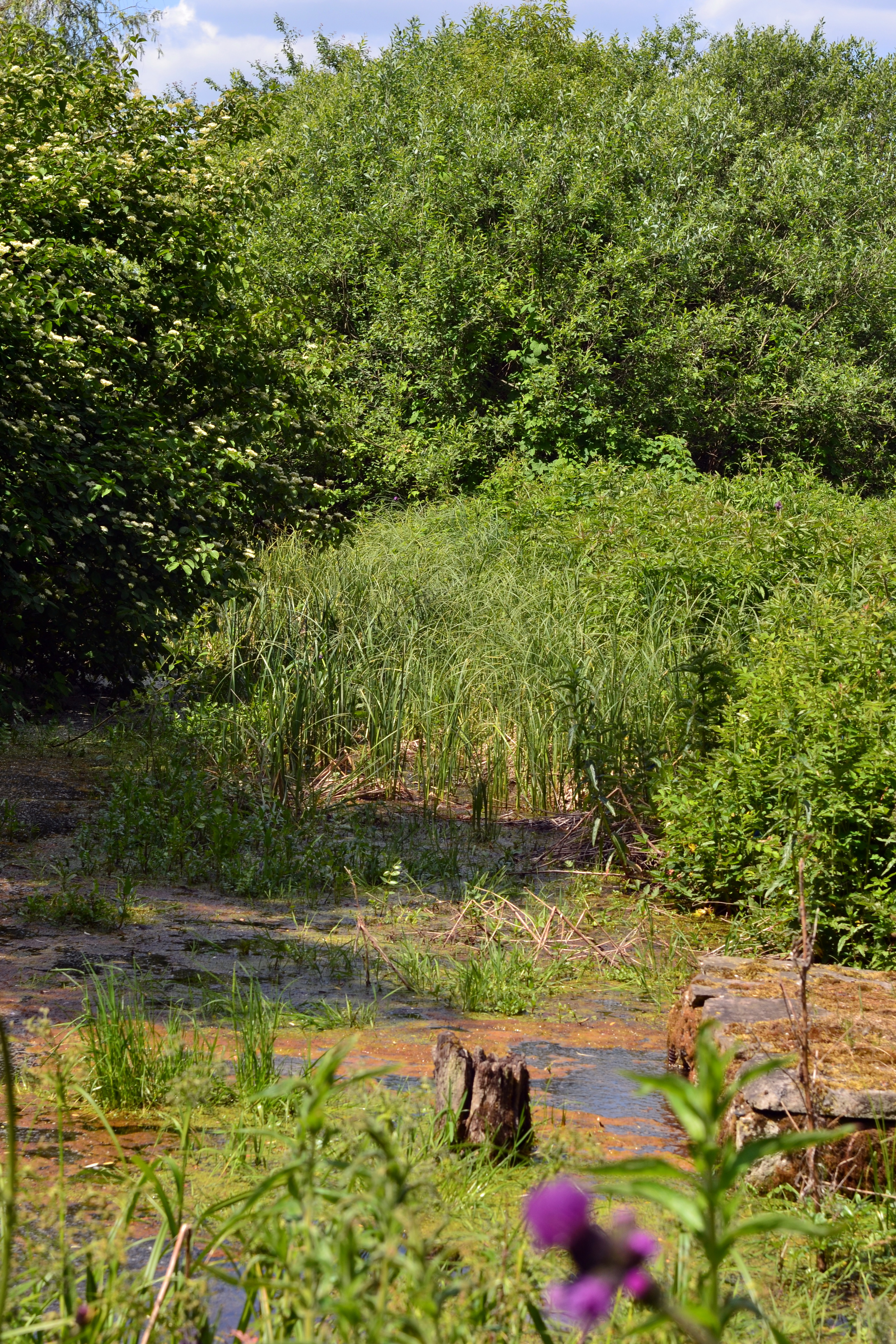
Вигляд на заболочений потік
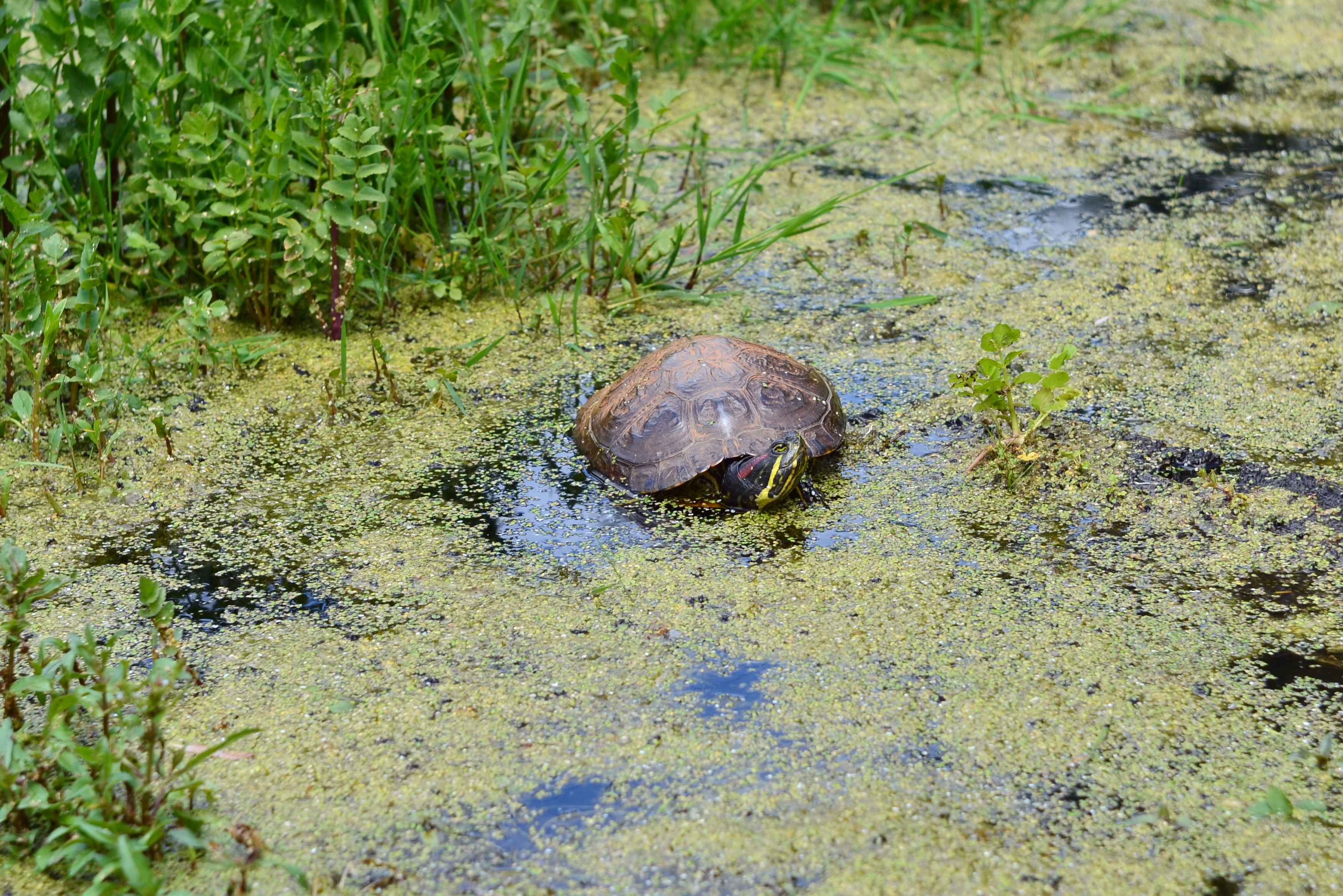
Європейська болотна черепаха
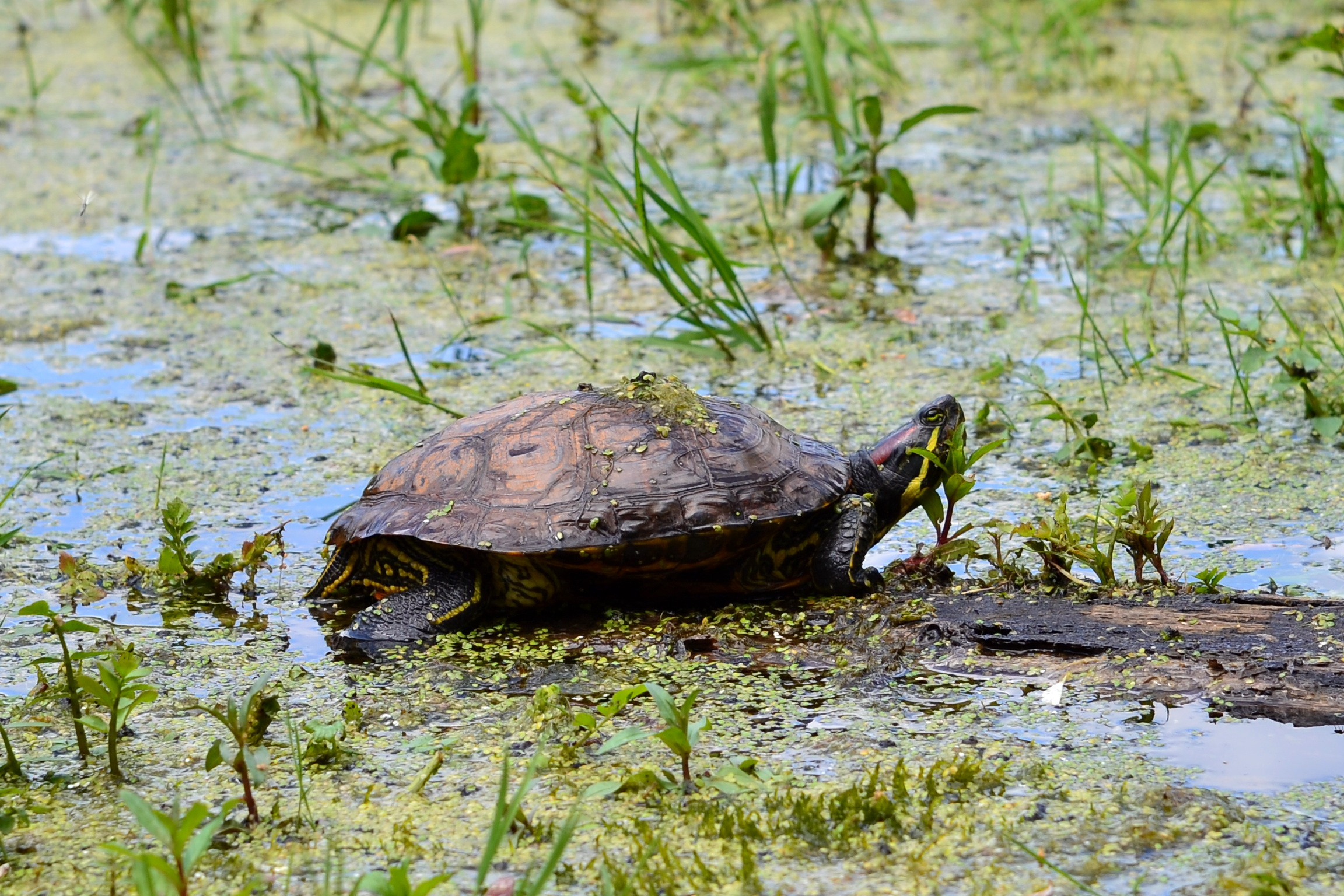
Європейська болотна черепаха